# William Weatherford
William Weatherford, född 1781 i Mississippiterritoriet (i nuvarande Alabama), död 24 mars 1824 i Alabama, var en creekisk militär ledare i de övre creekstäderna och en av ledarna för Red Sticks, den traditionalistiska fraktionen under det creekiska inbördeskriget 1813-1814. Hans militära namn var Hopnicafutsahia - "Sanningssägaren". Han var mest känd under namnet Lamochattee eller Red Eagle.

## Bakgrund och ungdom
William Weatherford tillhörde genom sin mor Sehoy III, den mäktiga och inflytelserika Hota'lga'lgi-klanen (vindens folk). Genom sin far den skotskte köpmannen Charles Weatherford, och sin mors europeiska förfäder var William till börden sju-åttondelar europé. Men då creekerna räknade släktskap matrilinjärt var detta betydelselöst. I creekernas ögon var han creek.

Genom sin mor var Weatherford nära besläktad med några av de mäktigaste bland den tidens creeker. Han fick den uppfostran som förväntades för en ung man som tillhörde det creekiska samhällets högsta skikt och lärde känna både de traditionella handelsnätverken och den plantageekonomi som började spira bland creekerna. Weatherford tog villigt på sig den ledarskapsroll som förväntades av man med hans härstamning och sociala ställning.

## Creekkriget
När det creekiska inbördeskriget bröt ut 1813 blev Weatherford en av ledarna för Red Sticks, trots att många av hans släktingar slöt sig till motståndarsidan. Tecumsehs panindianska kampanj, hans besök hos creekerna 1811 och hans legendariska förutsägelse av de enorma jordbävningarna i New Madrid 1811-1812 kan ha haft något med detta att göra.
Under kriget var Weatheford ansvarig för massakern vid Fort Mims 1813 och undkom genom en legendarisk bragd att bli tillfångatagen under slaget vid Econochaca samma år. Efter slaget vid Horseshoe Bend 1814 kapitulerade Weatherford till Andrew Jackson, som enligt vissa källor tog honom till sitt hem i Tennessee och höll honom dold där i flera månader för att skydda honom från hämnd för massakern.

## Efter kriget
Efter creekkrigets slut bosatte sig Weatherford i Monroe County, Alabama och övergick till en amerikansk livsstil. När han dog 1824 var han en välbeställd plantageägare med många slavar.

## Familjeliv
William Weatherford var gift tre gånger, de två första gångerna enligt creekisk sedvanerätt och den sista gången enligt Alabamaterritoriets lagar. Det första giftet ingicks 1797 med Mary "Polly" Moniac och paret fick en son, Charles Weatherford. Den andra hustrun var Sopoth Thlanie, som dog strax efter sonen William Weatherford, Jrs födelse 1813. Det tredje äktenskapet 1817 var med Mary Stiggins. De fick en son, Alexander McGillivray Weatherford, och en dotter, Mary Levitia Weatherford.